# Hella (Rangárþing ytra)
Hella [ˈhɛtla] ist ein Ort im Süden von Island in der Gemeinde Rangárþing ytra. Am 1. Januar 2023 hatte der Ort 1019 Einwohner.
Hauptarbeitgeber von Hella sind die Kleinindustrie und der Tourismus. Durch ihre Lage südlich des Vulkans Hekla bietet sie sich als Ausgangspunkt für Ausflüge zur Hekla, nach Landmannalaugar oder in die Þórsmörk an. Der Name des Ortes rührt von Höhlen in den Flussufern her. Angeblich sollen dort zur Landnahmezeit irische Mönche gelebt haben.

## Geografie
Hella liegt am Fluss Ytri-Rangá 94 km östlich von Reykjavík an der Ringstraße  zwischen Selfoss und Hvolsvöllur.

## Name

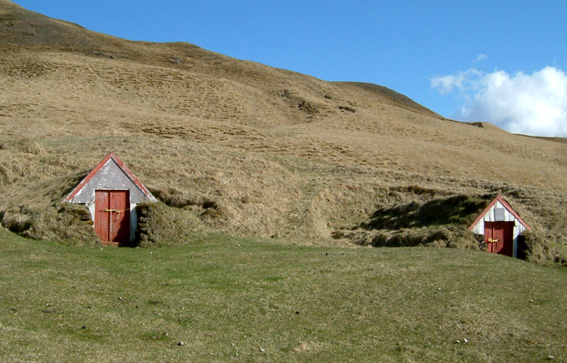
Eingänge der Höhlen von Hella

Der Name bedeutet auf Deutsch „Höhle“. Dies kommt daher, dass sich in den Ufern des Flusses im Ort die Höhlen von Hella befinden.
Sie werden in Verbindung gebracht mit irischen Mönchen, Einsiedlern, die auch hier in diesen Höhlen – wie z. B. auch auf der Insel Papey bei Djúpivogur oder auf den Westmännerinseln zur Landnahmezeit gelebt haben sollen.
Andererseits konnte auch hier diese Überlieferung nicht anhand von archäologischen Funden belegt werden.
Heutzutage werden die Höhlen oft als Lagerräume genutzt, eine von ihnen, im Süden der Ringstraße gelegen, dient sogar als Garage.

## Dienstleistungszentrum
Hauptarbeitgeber sind die Kleinindustrie und im steigenden Maße der Tourismus.
Durch ihre Lage südlich des Vulkans Hekla bietet sie sich als Ausgangspunkt für Ausflüge zur Hekla, nach Landmannalaugar oder in die Þórsmörk an.
Hella entstand als Dienstleistungszentrum für die Bauern der Umgebung und ist dies heute noch.
Man findet hier Supermärkte, Tankstellen, ein Hotel und ein Schwimmbad. Auch eine Grundschule befindet sich im Ort.
Auf dem Gelände Gaddstaðaflatir bei Hella fand im Sommer 2004 und 2009 das Landsmót, der Landeswettbewerb für Islandpferde statt.
Im Juli findet ein jährliches Festival namens Töðugjöld statt.

## Erdbeben
Da der Ort im von Spalten durchzogenen Süden des Landes liegt, wurde er bisweilen bei starken Erdbeben in Mitleidenschaft gezogen. Eines der zwei Erdbeben des Jahres 2000 (Stärke 6,5 auf der Richterskala) hatte sein Epizentrum ganz in der Nähe. Einige Schäden entstanden dabei an Straßen und Häusern. Auch die Erdbeben von 2008 verspürte man, obwohl die Epizentren weiter westlich lagen.

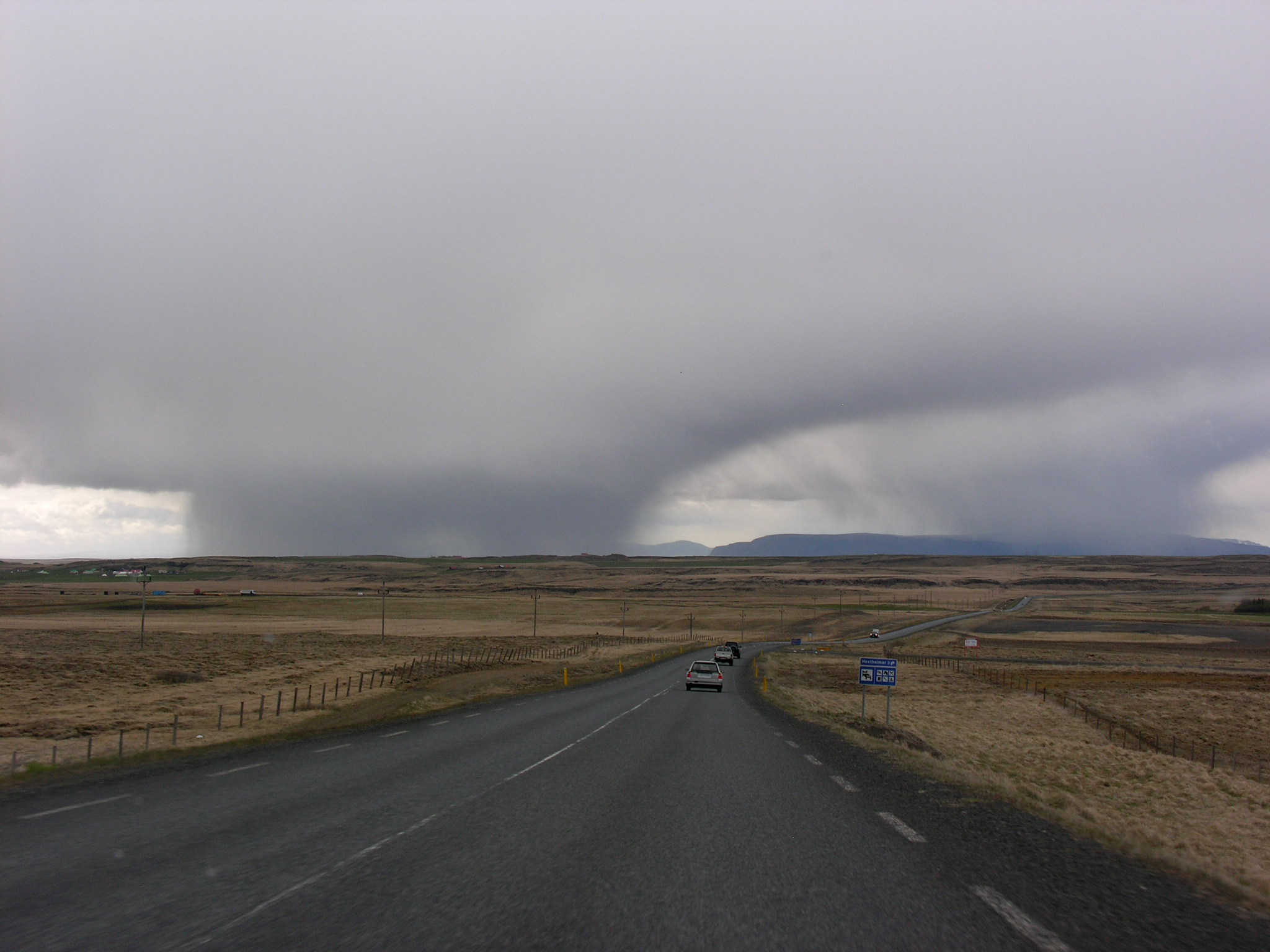
Auf der Ringstraße zwischen Hella und Selfoss

## Kultur
Die Holzkirche Marteinstungukirkja auf dem Gehöft Marteinstunga rund 10 km nördlich von Hella wurde mit 80 Sitzplätzen 1896 erbaut und 1955 renoviert. Die Kirche wurde bereits um 1200 erwähnt, das Gehöft hieß damals „Tunga“, und 1397 wurde es als „Sóttartunga“ erwähnt. Der Name des Hofes hängt damit zusammen, dass vor der Reformation die Kirche dem hl. Martin geweiht war. Die Marteinstungukirkja, die 9,62 m lang und 6,48 m breit ist, hat an Stelle eines Turmes einen Dachreiter mit einem Kreuz. Die Kirche ist 9,62 m lang und 6,48 m breit, und seit 1990 steht sie unter Denkmalschutz.
Etwa 3 km nordöstlich von Hella steht auf dem Hof Árbaer die 1887 erbaute Holzkirche Árbæjarkirkja í Holtum. Das Altargemälde, das Jesus am Kreuz darstellt, soll 1852 von Þorstein Guðmundsson frá Hlíð (1817–1864) gemalt worden sein, und die beiden Glocken im Dachreiter sollen von 1600 bzw. 1741 stammen. Die Árbaejarkirkja, die 10,31 m lang und 5,71 m breit ist, steht seit 1990 unter Denkmalschutz.

## Verkehr
Hella liegt am Hringvegur , der wichtigsten Verkehrsader des Landes.
Östlich des Ortes liegt der Flugplatz Hella zu dem es keine Linienflüge gibt.
Er war früher als Ausweichflugplatz für Keflavík und Reykjavík vorgesehen.
Ebenso verkehren die Straeto-Fernbuslinien 51 uns 52 in Hella.